# 6156 Dall
6156 Dall este un asteroid din centura principală de asteroizi.

## Descriere
6156 Dall este un asteroid din centura principală de asteroizi. A fost descoperit pe 12 ianuarie 1991 la Stakenbridge de Brian G. W. Manning. El prezintă o orbită caracterizată de o semiaxă mare de 3,00 ua, o excentricitate de 0,07 și o înclinație de 9,4° în raport cu ecliptica.